# Daniel Wass
Daniel Wass (Gladsaxe, 1989. május 31. –) dán válogatott labdarúgó, a Brøndby játékosa. Hátvédként és szélsőként is bevethető. A dán válogatott tagjaként ott volt a 2012-es Európa-bajnokságon.

## Pályafutása

### Brøndby
Wass a Koppenhágához közeli BK Avarta ifiakadémiáján kezdett el futballozni, ott figyelt fel rá 2006-ban a Brøndby. A sárga-kékeknél folytatta, ahol végül a 2007/08-as szezonban került fel az első csapathoz. A bajnokik felén pályára lépett, de egy sérülés miatt a vártnál korábban véget ért számára az idény. A következő évadban Wass megszilárdította a helyét a csapatban jobbhátvédként, csapata végül harmadikként végzett a bajnokságban. Ez volt a Brøndby legjobb eredménye a 2004/05-ös aranyérem óta.
Bár Wass egyre fontosabb tagjává vált a csapatnak, a Brøndby menedzsere, Kent Nielsen úgy érezte, ráfér a játékosra még egy kis tapasztalatszerzés, ezért kölcsönadta a norvég Fredrikstadnak. Röviddel érkezése után menedzserváltás történt a csapatnál, az új edző, Tom Nordlie pedig kijelentette, nincs szüksége egy támadó szellemű szélső hátvédre. Wass mindössze három meccsen kapott lehetőséget, végül 2009 decemberében tért vissza Dániába.
A 2010/11-es szezon első felében ő lett a Brøndby első számú jobbhátvédje, ennek ellenére a téli szünet után úgy nyilatkozott, nem szeretné meghosszabbítani szerződését a csapattal. Az idény második felében Henrik Jensen menedzser többször is jobbszélsőként küldte pályára, és kiderült, ezen a poszton is remekül megállja a helyét. A szezon utolsó néhány mérkőzésén három góllal vette ki a részét abból, hogy csapata sorozatban harmadszor is a harmadik helyen végzett.

### Benfica
Már 2010 januárjában felröppentek olyan hírek, hogy a Benfica szeretné leigazolta Wasst, de a transzfer hivatalosan csak 2011. május 20-án jött létre. Ötéves szerződést írt alá a klubbal. Játéklehetőséghez azonban nem jutott, és 2011. július 22-én kölcsönadták az Éviannak.

### Évian
2012. június 20-án az Évian véglegesítette a szerződését.

### A válogatottban
Wass 2011. február 9-én, Anglia ellen debütált a dán válogatottban. Bekerült a dánok 2012-es Európa-bajnokságra utazó keretébe, de a tornán nem játszott.

## Statisztika

### A válogatottban
| Válogatott | Év       | Pályára lépés | Gól |
| ---------- | -------- | ------------- | --- |
| Dánia      | 2011     | 4             | 0   |
| Dánia      | 2012     | 5             | 0   |
| Dánia      | 2013     | 1             | 0   |
| Dánia      | 2014     | 1             | 0   |
| Dánia      | 2015     | 3             | 0   |
| Dánia      | 2016     | 2             | 0   |
| Dánia      | 2019     | 4             | 0   |
| Dánia      | 2020     | 6             | 0   |
| Dánia      | 2021     | 15            | 1   |
| Dánia      | 2022     | 3             | 0   |
| Összesen   | Összesen | 44            | 1   |

#### Góljai a válogatottban
| # | Időpont             | Helyszín                          | Ellenfél | Gólok | Eredmény | Kiírás               |
| - | ------------------- | --------------------------------- | -------- | ----- | -------- | -------------------- |
| 1 | 2021. szeptember 1. | Parken Stadion, Koppenhága, Dánia | Skócia   | 1–0   | 2–0      | 2022-es VB-selejtező |

## Sikerei, díjai
- Valencia
  - Spanyol kupa: 2018–19

## Fordítás
- Ez a szócikk részben vagy egészben  a   Daniel Wass című angol Wikipédia-szócikk fordításán alapul.  Az eredeti cikk szerkesztőit annak laptörténete sorolja fel. Ez a jelzés csupán a megfogalmazás eredetét és a szerzői jogokat jelzi, nem szolgál a cikkben szereplő információk forrásmegjelöléseként.

## Külső hivatkozások
- Daniel Wass válogatottbeli statisztikái
- Daniel Wass adatlapja a Danmarks Radio honlapján
- Daniel Wass adatlapja az Évian honlapján
- Daniel Wass profilja a ZeroZero.pt-n